# Hacilar

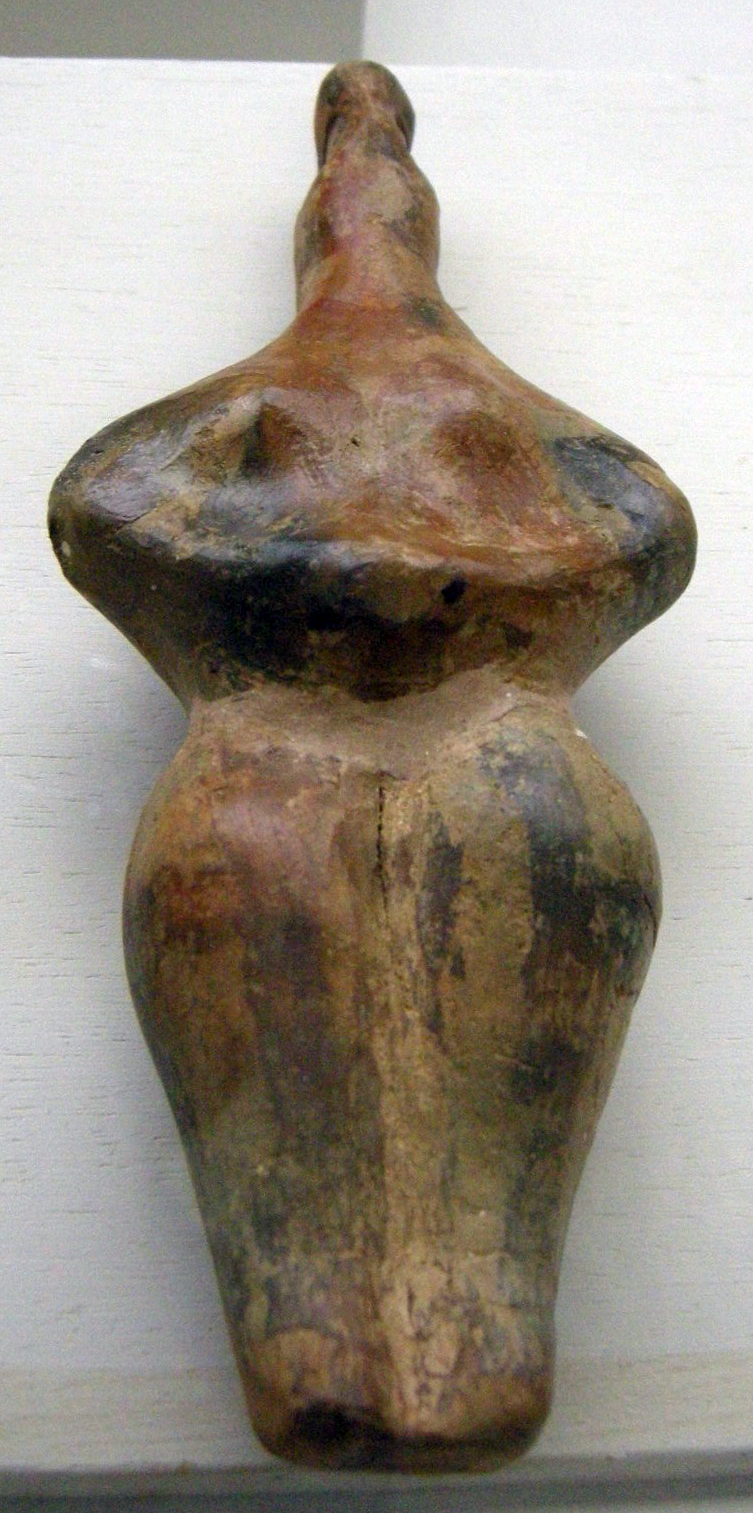
Hacilar found

Hacilar är en neolitisk bosättning i sydvästra Anatolien, Turkiet. Dess äldsta fas kan dateras till ca 7000 f.Kr.
Invånarna levde på jordbruk men ingen keramik har återfunnits från denna period. Den brukar kallas "akeramiska Hacilar". Den saknar helt figuriner. 
Bosättningen verkar ha övergivits men efter ca 6000 f.Kr. uppstår en ny by vid Hacilar. Från denna har både keramik och figuriner återfunnits. Figurinerna föreställer huvudsakligen kvinnor. Dessa kan vara ensamma, eller avbildade tillsammans med barn eller djur. Inga manliga figuriner har återfunnits. 
Hacilar grävdes ut i slutet av 1950- och början av 1960-talet. Utgrävningsledaren var James Mellaart, som några år senare organiserade utgrävningarna av den anatoliska staden Çatalhöyük.